# Клермон-Ферран

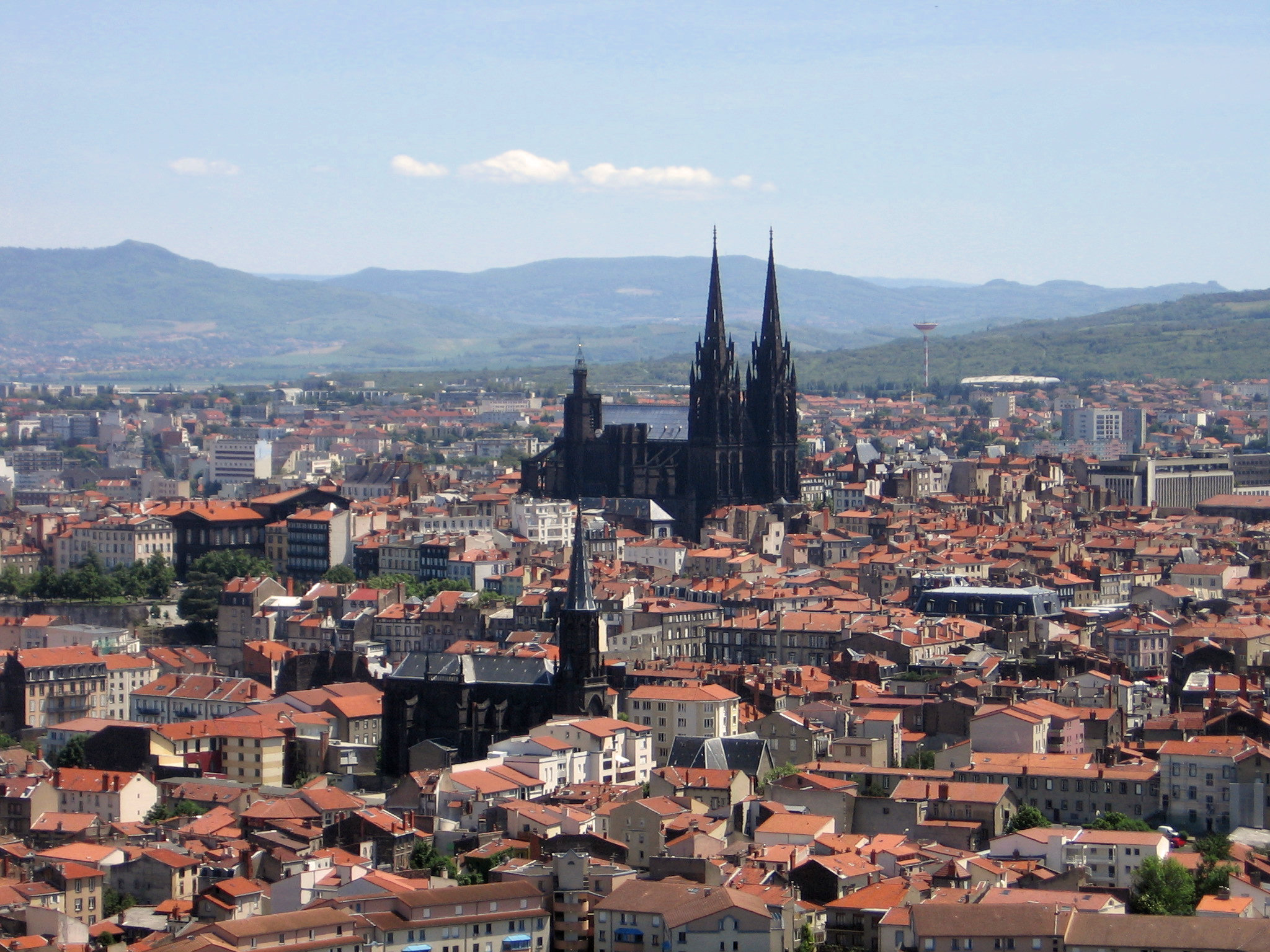

Клермо́н-Ферра́н (фр. Clermont-Ferrand; МФА: [klɛʁ.mɔ̃ fe.ʁɑ̃] ( прослухати)) — місто та муніципалітет у Франції, адміністративний центр регіону Овернь та департаменту Пюї-де-Дом. Населення — 147 327 осіб (01.01.2021).
Муніципалітет розташований на відстані близько 350 км на південь від Парижа.

## Історія
До 2015 року муніципалітет перебував у складі регіону Овернь. Від 1 січня 2016 року належить до нового об'єднаного регіону Овернь-Рона-Альпи.

## Демографія
Динаміка населення (Cassini et INSEE ):
Розподіл населення за віком та статтю (2006):
| Стать | Всього | До 15 років | 15-24  | 25-44  | 45-64  | 65-85  | Понад 85 |
| --- | ------ | ----------- | ------ | ------ | ------ | ------ | -------- |
| Чоловіки | 65 210 | 9622        | 14 076 | 19 792 | 14 293 | 6719   | 708      |
| Жінки | 73 802 | 9209        | 15 930 | 18 906 | 16 424 | 11 238 | 2095     |
| \| Статево-вікова піраміда \| Статево-вікова піраміда \| Статево-вікова піраміда \| \| ----------------------- \| ----------------------- \| ----------------------- \| \| Чоловіки \| Вік \| Жінки \| \| 708 \| 85 + \| 2095 \| \| 1210 \| 80-84 \| 2522 \| \| 1372 \| 75-79 \| 3024 \| \| 1951 \| 70-74 \| 2980 \| \| 2186 \| 65-69 \| 2712 \| \| 2793 \| 60-64 \| 3144 \| \| 3945 \| 55-59 \| 4534 \| \| 3868 \| 50-54 \| 4375 \| \| 3687 \| 45-49 \| 4371 \| \| 3792 \| 40-44 \| 4008 \| \| 4293 \| 35-39 \| 4037 \| \| 5329 \| 30-34 \| 4837 \| \| 6378 \| 25-29 \| 6024 \| \| 8786 \| 20-24 \| 9959 \| \| 5290 \| 15-20 \| 5971 \| \| 2944 \| 10-14 \| 2912 \| \| 3035 \| 5-9 \| 2780 \| \| 3643 \| 0-4 \| 3517 \| |        |             |        |        |        |        |          |
| Статево-вікова піраміда |        |             |        |        |        |        |          |
| Чоловіки | Вік    | Жінки       |        |        |        |        |          |
| 708 | 85 +   | 2095        |        |        |        |        |          |
| 1210 | 80-84  | 2522        |        |        |        |        |          |
| 1372 | 75-79  | 3024        |        |        |        |        |          |
| 1951 | 70-74  | 2980        |        |        |        |        |          |
| 2186 | 65-69  | 2712        |        |        |        |        |          |
| 2793 | 60-64  | 3144        |        |        |        |        |          |
| 3945 | 55-59  | 4534        |        |        |        |        |          |
| 3868 | 50-54  | 4375        |        |        |        |        |          |
| 3687 | 45-49  | 4371        |        |        |        |        |          |
| 3792 | 40-44  | 4008        |        |        |        |        |          |
| 4293 | 35-39  | 4037        |        |        |        |        |          |
| 5329 | 30-34  | 4837        |        |        |        |        |          |
| 6378 | 25-29  | 6024        |        |        |        |        |          |
| 8786 | 20-24  | 9959        |        |        |        |        |          |
| 5290 | 15-20  | 5971        |        |        |        |        |          |
| 2944 | 10-14  | 2912        |        |        |        |        |          |
| 3035 | 5-9    | 2780        |        |        |        |        |          |
| 3643 | 0-4    | 3517        |        |        |        |        |          |

## Економіка
2010 року серед 99 668 осіб працездатного віку (15—64 років) 65 535 були активними, 34 133 — неактивними (показник активності 65,8%, у 1999 році було 62,2%). З 65 535 активних мешканців працювала 55 521 особа (28 852 чоловіки та 26 669 жінок), безробітними було 10 014 (5117 чоловіків та 4897 жінок). Серед 34 133 неактивних 19 991 особа була учнем чи студентом, 6519 — пенсіонерами, 7623 були неактивними з інших причин.

У 2010 році в муніципалітеті числилось 62404 оподатковані домогосподарства, у яких проживали 121403,0 особи, медіана доходів виносила 17 390 євро на одного особоспоживача

### Транспорт

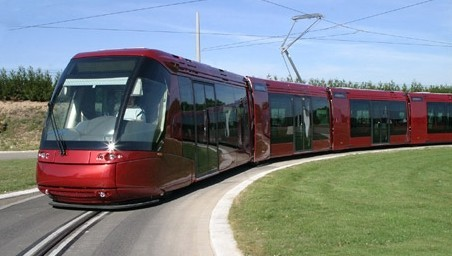
Трамвай у Клермон-Ферран

У місті працює незвична транспортна система — транслор — трамвай на шинах. Трамвай запрацював з 13 листопада 2006.

## Персоналії
- Марк Мецілій Флавій Епархій Авіт (385—457) — імператор Західної Римської імперії у 455—456 роках
- Григорій Турський (538/539 — 593/594) — єпископ Туру і знаменитий франкський історик VI століття
- Блез Паскаль (1623—1662) — французький філософ, письменник, фізик, математик
- Анрі Відаль (1919—1959) — французький актор
- Жан Саніта (1927—2016) — французький журналіст і письменник.